# Pesca (emoji)
La pesca (🍑) è un'emoji raffigurante una pesca color arancio-rosato. Viene spesso usata durante il sexting per alludere ai glutei e i genitali femminili.

## Storia
L'emoji risale al 2010 e apparteneva alla Au assieme a molti altri simboli virtuali. La pesca venne approvata come parte di Unicode 6.0 nello stesso anno. L'emoji pesca venne inclusa nello standard tecnico Unicode per le emoji (UTS #51) sin dalla sua prima edizione nel 2015.

## Utilizzo
Stando a quanto sembra confermare uno studio condotto su Emojipedia, la pesca è usata per rappresentare i glutei o i genitali femminili nelle conversazioni di sexting. L'emoji viene spesso accoppiata con l'emoji della melanzana, usata invece per alludere a un fallo maschile. Negli USA, la pesca viene anche usata, su Twitter e altre piattaforme, per esprimere il desiderio di far destituire un presidente americano, in quanto la parola peach ("pesca") ricorda il termine impeachment (anche riportato con la grafia im🍑ment). Il settimanale The Christian Science Monitor precisa che peach e impeachment non hanno correlazioni etimologiche.